# Sendou
Sendou är en ort och kommun i Senegal och ligger i Dakarregionen. Orten ligger några kilometer sydost om Bargny vid atlantkusten, och kommunens folkmängd uppgår till lite mer än 3 000 invånare. Kommunen bildades 2011.